# 於崇文
於崇文（1924年2月15日—2022年6月12日）是一位中国地球化学动力学家、矿床地球化学家，中国科学院院士。

## 荣誉
1924年出生于上海，原籍浙江宁波，1991年获李四光地质科学奖。1995年当选为中国科学院院士。现任中国地质学会勘查地球化学专业委员会名誉主任。